# The Adopted Son (film 1912)
The Adopted Son è un cortometraggio muto del 1912 diretto da Otis B. Thayer.

## Produzione
Il film fu prodotto dalla Selig Polyscope Company.

## Distribuzione
Distribuito dalla General Film Company, il film - un cortometraggio di una bobina - uscì nelle sale cinematografiche statunitensi il 24 giugno 1912. Uscì anche nel Regno Unito dove venne distribuito il 12 settembre di quello stesso anno.